# Bergen (Contea di Vernon, Wisconsin)
Bergen è un comune degli Stati Uniti, situato in Wisconsin e in particolare nella Contea di Vernon.